# Alice ze Champagne
Alice ze Champagne (francouzsky Alix de Champagne, 1195/1196? – 1247) byla kyperskou královnou a dočasně také regentkou Kypru a Jeruzaléma.

## Život
Narodila se jako mladší dcera hraběte Jindřicha ze Champagne a Isabely, dědičky jeruzalémského království. Roku 1194 zemřel kyperský král Guy z Lusignanu a Kypru se ujal jeho bratr Amaury. Jindřich ze Champagne s Amaurym uzavřel smlouvu o sňatku svých potomků, což vedlo k pozdější svatbě Alice s Hugem z Lusignanu v roce 1210. Hugo z Lusignanu zemřel při účasti na páté křížové výpravě v Tripolisu a Alice společně se svým strýcem Filipem z Ibelinu převzala funkci regenta za syna Jindřicha, který byl v kojeneckém věku. Postupem let následoval spor o regentství.
Roku 1225 Alice znovu vstoupila do manželského svazku s Bohemundem a o dva roky později došlo kvůli příbuzenství k rozvodu. V polovině třicátých let uplatnila svůj dědický nárok na hrabství Champagne a posléze došlo se současným držitelem hrabství Theobaldem k dohodě. Alice se za 40 tisíc tourských liber a roční rentu ve výši 2 tisíc vzdala svého nároku. Theobald byl kvůli jejímu vyplacení donucen postoupit hrabství Blois, Sancerre, Chartres a vikomství Chateaudun ve prospěch francouzské koruny a na oplátku dostal sumu potřebnou k vyplacení. Potřetí se vdala roku 1241 a zemřela o šest let později.